# Ministrymon zilda
Ministrymon zilda is een vlinder uit de familie van de Lycaenidae. De wetenschappelijke naam van de soort werd als Thecla zilda in 1873 gepubliceerd door William Chapman Hewitson.